# Дедишин Ігор Михайлович
Ігор Михайлович Дедишин (9 березня 1977, с. Крупське Миколаївського району Львівської області, Українська РСР, СРСР) — український футбольний функціонер, медіа-менеджер, журналіст, член Комітету професіонального футболу ФФУ, генеральний директор ФК «Карпати», генеральний директор медіа-холдингу ZIK, головний редактор газети «Спортпанорама», редактор відділу спорту газети «Експрес» (Львів).

## Освіта
1994—1999 р.р. — навчання на факультеті журналістики Львівського державного університету імені І. Франка (нині — Львівський національний університет імені І. Франка). Отримав диплом спеціаліста за спеціальністю «Журналістика».

## Кар'єра
1999—2001 р.р. — журналіст відділу спорту, керівник відділу спорту у газеті «Експрес» (Львів).
2001—2002 р.р. — директор та головний редактор всеукраїнської газети «Спортпанорама».
2002—2004 р.р. — керівник служби інформації та рекламно-видавничого відділу ФК «Карпати».
2004—2006 р.р. — директор ПП «Карпати Спорт Маркетинг».
2006—2007 р.р. — комерційний директор ФК «Карпати».
2007—2009 р.р. — заступник генерального директора ФК «Карпати».
2009—2015 р.р. — генеральний директор ФК «Карпати».
2014—2015 р.р — генеральний директор медіа-холдингу ZIK.
2016-2017 р.р - генеральний директор ФК "Верес" (Рівне)

## Діяльність у футболі
Вихованець ДЮСШ м. Новий Розділ (тренер — Вацик Я. І.). Грав у чемпіонаті Львівської області за «Хімік» (Н.Розділ), «Цементник» (Миколаїв). Також виступав за футзальну команду «Україна» у вищій лізі Чемпіонату України (1994—1997 р.р., 39 матчів — 2 голи).
2002 року на запрошення Петра Димінського перейшов на роботу в ФК «Карпати». Працював у львівському клубі на різних керівних посадах, а з серпня 2009 року по липень 2015 року — генеральний директор клубу. Після того, як звільнився з клубу, склав публічний звіт перед вболівальниками за роботу в ФК «Карпати». Під час його керівництва львівським клубом було збудовано нову тренувальну базу для головної команди, понад 10 футбольних полів для школи та команд клубу, відкрито офіційний музей та магазин ФК «Карпати», молодіжна команда клубу стала чемпіоном України, а головна команда потрапила до групового турніру Ліги Європи УЄФА.
За шість років керування клубом сукупний дохід від діяльності склав майже 35 млн доларів США.
З березня 2015 року — член Комітету професіонального футболу ФФУ. У січні 2016 року оприлюднив власну Концепцію реформ в українському футболі. Вітчизняні ЗМІ зараховували Дедишина до претендентів на посаду Президента української Прем'єр-ліги, але він так і не виставив свою кандидатуру на виборах.
2016-2017 р.р - генеральний директор ФК "Верес" (Рівне)
З початку 2018 року займався дитячою школою футбольного клубу «Рух» (Львів)
24 липня 2019 року став генеральним директором футбольного клубу «Рух» (Львів).
Впродовж тривалого часу відзначався гострими висловлюваннями про ситуацію в українському футболі, часто критикував керівництво ФФУ та УПЛ. Виступає за деолігархізацію вітчизняного футболу.

## Діяльність в медіа
Будучи журналістом газети «Експрес», брав активну участь в акції вільних журналістів «Хвиля свободи» (Львів, Київ, 2000 р.). Став одним з учасників акції, що оголосили безстрокове голодування. У результаті голодування був госпіталізований.
У 2000 р. став одним зі співзасновників, першим директором та головним редактором україномовної спортивної газети «Спортпанорама», що базувалась у Львові й розповсюджувалась на всій території Україні.
У 2001 році нагороджений дипломом у номінації «Найкращий журналіст спортивної тематики» під час гала-вистави «Людина футболу Львівщини».
У 2008—2009 р.р. — власник ТзОВ «Західна інформаційна корпорація».
2014 року призначений на посаду генерального директора медіа-холдингу ZIK (включає в себе інформагенцію і однойменний телеканал).

## Сім'я
Одружений. Разом з дружиною Віталією виховує трьох синів — Остапа, Лева та Данила.

## Інше
У 2011 році був обраний депутатом Львівської міської ради.
Окрім рідної української, володіє російською, польською, хорватською мовами, а також розмовною англійською.